# Efterlevandepension
Efterlevandepension är en pension som betalas ut till de anhöriga till en avliden.
Änkepension tillföll änkan till en avliden make. Den är idag ersatt av omställningspension.
Barnpension tillfaller barn till en avliden förälder under den tid som föräldern skulle ha haft försörjningsplikt.